# Moveknowledgement
Moveknowledgement je glasbena skupina, ki je bila ustanovljena leta 2000 v Novem mestu. Sestavljajo jo kitarist Uroš Weinberger – Wein, bobnar David Cvelbar, klaviaturist Miha Šajina in bas kitarist Dejan Slak.

## Člani

### Trenutni člani
- Uroš Weinberger – Wein – kitara, vokal
- David Cvelbar – bobni
- Miha Šajina – klaviature, vokal, produkcija
- Dejan Slak – bas kitara

### Nekdanji člani
- Miha Blažič – N'toko - vokal (do 2017)

- Sandra Tomović – vokal (do 2006)
- Mitja Turk – saksofon (do 2006)
- Gregor Turk – pozavna (do 2006)

## Diskografija
- Sun Sun (2003)
- Ant People (2005)
- Listen to Nebukadnezar (2007)
- Pump Down!!! (2011)
- See (2014)